# Meister der Coburger Rundblätter
Als Meister der Coburger Rundblätter (englisch Master of the Coburg Roundels) oder auch Meister der Gewandstudien wird ein altdeutscher Zeichner und Maler bezeichnet, der von ca. 1485 bis ca. 1500 am Oberrhein und schließlich in Straßburg tätig war.

## Namensgebung
Der namentlich nicht bekannte Künstler erhielt seinen Notnamen nach zwei rundformatigen Federzeichnungen, die in der Kunstsammlung der Veste Coburg aufbewahrt werden. Neben den Scheibenrissen in Coburg sind weltweit insgesamt mehr als 100 Werke des Meisters in den Kupferstichkabinetten anderer führender Museen wie Berlin, Los Angeles, Madrid oder Paris zu finden. Des Weiteren werden dem Meister der Coburger Rundblätter Gemälde und in Straßburg Entwürfe zu Glasfenstern zugeschrieben.

## Kunsthistorische Bedeutung
Auch wenn es sich bei den Werken des Meisters der Coburger Rundblätter oft um Kopien oder Nachzeichnungen von Werken anderer Künstler handelt, ist sein Schaffen eine wichtige Quelle für das Verständnis der Zeichen- und Malkunst kurz vor der Dürer-Zeit. Dabei wird auch sichtbar, wie man sich gattungsübergreifend die räumliche Wanderung von Motiven und Kompositionen in der zweiten Hälfte des 15. Jahrhunderts vorstellen kann.

## Werke (Auswahl)
Dem Meister der Coburger Rundblätter werden über 100 Zeichnungen, zahlreiche Gemälde und andere Werke zugeschrieben, darunter:

### Federzeichnungen
Kupferstichkabinett Berlin: 22 Blätter (davon 10 doppelseitig)
Kunstsammlung der Veste Coburg: Maria im Rosenhag und Christus am Ölberg
Städel Museum Frankfurt
Staatliche Kunsthalle Karlsruhe
- Sieben Kopf- bzw. Halbfigurstudien, 1465/75 (1955-4)
- Altarskizze(?) mit der Kreuzigung Christi, zwei Heiligen und Pilgerkommunion (VIII 1993)

Grafikkabinett Straßburg: drei Federzeichnungen

### Gemälde
Staatliche Kunsthalle Karlsruhe
- Elisabeth-Triptychon, 1480/90, Tempera auf Lindenholz, Rahmen, geschlossen: 47 × 40 cm  (2888)[13]
- Einsiedler erblickt die im Gebet in die Lüfte erhobene Heilige Maria Magdalena, 1480/90, Mischtechnik auf Nadelholz, 160 × 35,5 cm (53)
- Christus am Ölberg, 1490/95, Öl auf Nadelholz, 58 × 60,5 cm (2184)
- Kreuztragung Christi, 1490/95, Öl auf Nadelholz, 58,5 × 60,5 cm (2185)

Landesmuseum Mainz
- Ecce Homo

### Glasfenster
- Da einige Zeichnungen Glasfenster des Münsters von Straßburg von 1460 sind, wird vorgeschlagen, dass der Meister der Coburger Rundblätter die Entwürfe zu diesen Fenstern lieferte[14] oder, weniger wahrscheinlich, dort in einer der Glaswerkstätten tätig war.